# Museo d'arte e d'archeologia del Périgord
Il museo d'arte e d'archeologia del Périgord (Musée d'art et d'archéologie du Périgord in francese) è un museo civico della città di Périgueux, capoluogo del dipartimento francese della Dordogna.
Il museo fu fondato nel 1835 ed è il più antico del dipartimento. Ha come temi l'archeologia, l'arte e l'etnografia extra-europea (Africa, Oceania).
Su più di 2.000 m2 di sale di esposizione permanente, espone parte delle 33.500 opere che fanno parte della sua collezione, riguardanti sia le tracce dell'occupazione umana nel Périgord, sia le produzioni artistiche locali, francesi ed europee.

## Storia
Il museo sorge in un edificio appositamente costruito tra il 1895 e il 1898 e successivamente allestito per essere inaugurato nel 1903, secondo un'organizzazione che risente delle modalità di acquisto delle sue collezioni.
Il primo nucleo della collezione si formò, a partire dal 1835,  per l'esigenza di salvaguardare i resti della città gallo-romana. A questo si aggiunsero collezioni di geologia, mineralogia, di manufatti preistorici e medievali, provenienti dalle ricerche che si svolgevano nel Périgord. A scopi soprattutto pedagogici vi si aggiunsero inoltre collezioni di oggetti archeologici provenienti dall'Africa settentrionale (Egitto, Tunisia), dalla Grecia e all'Italia. In seguito allo sviluppo dell'etnografia comparata furono inoltre raccolti manufatti provenienti dall'Oceania, dalle Americhe, all'Africa e all'Asia.
Nel 1857 a questo nucleo "archeologico" si aggiunse una sezione di "belle arti", con opere locali, francesi ed europee dal Cinquecento all'età moderna.
Dal 2002 ha ottenuto la denominazione di "Museo di Francia"

## Collezione

### Ala est
Il percorso inizia con un omaggio ai creatori e ai donatori dell'istituzione. Seguono oggetti di epoca medievale (dittico di Rabastens, del 1280; Vergine di Notre-Dame-de-Sanilhac, smalto di Limoges del XIII secolo; Vetrate della chiesa scomparsa di Saint-Silan del XIV secolo), opere d'arte che vanno dal Cinquecento al Novecento, che evocano la qualità e le caratteristiche delle opere esposte e le collezioni di etnografia extra-europea (settima collezione per importanza in Francia, con oggetti dall'Africa e dall'Oceania) .
Al primo piano sono esposte le collezioni di preistoria (quarta collezione per importanza in Francia) con numerosi utensili in selce a testimonianza dall'occupazione umana nel Périgord da più di 400.000 anni fa (scheletro fossile neanderthaliano dalla grotta di Le Regourdou (Montignac), circa 95.000 anni fa; scheletro fossile sapiens, detto "Uomo di Chancelade", da Chancelade, circa 12.000 anni fa; blocchi dipinti o incisi dal riparo Blanchard des Roches del sito preistorico di Castel-Merle a Sergeac, di 35.000 anni fa; pietra con donne incise dal sito preistorico di Termo-Pialat a Saint-Avit-Sénieur, la renna incisa di Limeuil; collezione di incisioni su osso del Magdaleniano, tra le quali una costola incisa dal riparo di Cro-Magnon a Les Eyzies-de-Tayac-Sireuil e il pendente in osso di bisonte del riparo di Raymonden a Chancelade.

### Chiostro
Il "chiostro" è uno spazio a giardino che collega l'ala est e l'ala ovest del museo, concepito per la presentazione delle collezioni lapidarie di epoca gallo-romana, medievale e rinascimentale. Ospita resti di edifici di Périgueux e della Dordogna oggi scomparsi (sculture romaniche della scomparsa chiesa di San Frontone, dossali, decori di edifici privati, sarcofagi merovingi e carolingi, pietre rombali duecentesche e trecentesche). L'allestimento è ispirato da una visione romantica delle "rovine", propria dell'epoca della loro scoperta nel Settecento e Ottocento.

### Ala ovest
Nell'ala ovest del museo è ospitata la sezione delle belle arti, creata nel 1857 e arricchitasi grazie a donazioni e acquisti di collezioni locali, da depositi dello Stato di opere dalle collezioni del Louvre o da acquisti di opere dalle esposizioni dei Saloni di Parigi.
Nel 1891, dopo una consistente donazione del marchese di Saint-Astier fu costruita l'ala destinata ad ospitare questa sezione, rinnovata poi nel 2002 con un allestimento in cui i colori dei muri delle sale sono collegati al periodo cronologico delle opere: giallo per la sala del Settecento e verde per la sala dello stile Impero degli inizi dell'Ottocento, grigio chiaro o grigio azzurrastro per le sale dedicate all'Ottocento e Novecento con tinte progressivamente più chiare. In ogni sala sono riuniti dipinti, sculture, mobili e oggetti d'arte del periodo, sia locali, sia illustranti l'arte della Francia, delle Fiandre e dell'Italia.
- Opere francesi del Seicento: Assedio di Namur di Jean-Baptiste Martin e due Scene di battaglia di Jacques Courtois;
- Opere francesi del Settecento: Paesaggi di Hubert Robert e di Pierre Patel, Fine di una tempesta di Adrien Manglard, Madonna con Bambino di Charles Antoine Coypel e opere di Jean-Baptiste Oudry, di Charles-Joseph Natoire e di Pierre-Henri de Valenciennes;
- Opere francesi dell'Ottocento: di Adolphe Appian, di Achard, Boguet, di Léon Bonnat, di William Adolphe Bouguereau e di Paul Guigou;
- Opere francesi del Novecento: dei pittori Maurice Marinot e Emile Othon Friesz e degli scultori Jane Poupelet e Étienne Hajdu;
- Opere fiamminghe: L'estrazione della pietra di follia di Pieter Huys, nature morte di Davidsz de Heem e di Jan van Huysum, opere di Frans Floris e di  Abraham Bloemaert, Falcone incappucciato di Jan Fyt, Il re Salomone rende omaggio al dio Moloch su richiesta delle sue cento donne, di Frans II Francken e Allegoria dell'occasione, attribuito alla sua bottega, Paesaggio con rovine di Bartholomeus Breenbergh.
- Opere italiane: San Paolo sulla via di Damasco di Luca Giordano, opere di Francesco Cairo, Venditore di pesci di Giuseppe Recco, Muzio Scevola di Gaspare Diziani, Le nozze di Cana di Sebastiano Ricci, Il Canal Grande del Canaletto.
- Opere spagnole: due dipinti di Luis de Morales.
- Porcellane: porcellane di Capodimonte, porcellane seicentesche cinesi, maioliche di Delft, porcellane cinesi e giapponesi dell'Ottocento, porcellane di Limoges, opere del ceramista Pierre-Adrien Dalpayrat.